# Іріє Рьосуке
Іріє Рьосуке (яп. 入江 陵介, 24 січня 1990) — японський плавець, олімпійський медаліст.

## Виступи на Олімпіадах
| Олімпіада   | Дисципліна                      | Місце |
| ----------- | ------------------------------- | ----- |
| Пекін 2008  | плавання на 200 метрів на спині | 5     |
| Лондон 2012 | плавання на 100 метрів на спині | 3     |
| Лондон 2012 | плавання на 200 метрів на спині | 2     |
| Лондон 2012 | комплексна естафета 4 × 100     | 2     |